# Paleanîțea, Iaremce
Paleanîțea (în ucraineană Поляниця) este o comună în orașul regional Iaremcea, regiunea Ivano-Frankivsk, Ucraina, formată numai din satul de reședință.

## Demografie
Componența lingvistică a comunei Paleanîțea
     Ucraineană (100%)
Conform recensământului din 2001, toată populația comunei Paleanîțea era vorbitoare de ucraineană (100%).